# Sněženky a machři po 25 letech
Sněženky a machři po 25 letech je česká filmová komedie z roku 2008, která navazuje na film z roku 1983 s názvem Sněženky a machři. Děj se opět odehrává na horské chatě, kde se po 25 letech sejdou bývalí spolužáci, které svolá Viki Cabadaj v podání Jana Antonína Duchoslava. Režisér Viktor Tauš o filmu prohlásil, že je to spíše „úvaha o tom, kam to postavy filmu v životě dotáhly.“ Kromě postav, které se již objevily v prvním snímku, se v tomto filmu objevují dvě nové výrazné postavy a to dcera Viki Cabadaje a syn Karla Máchy.
Scénář filmu měli na starosti jako u předchozího snímku Radek John a Ivo Pelant, film režíroval Viktor Tauš. Ve filmu hrají: Jan Antonín Duchoslav, Michal Suchánek, Václav Kopta, Veronika Freimanová, Radoslav Brzobohatý, Eva Jeníčková, Jakub Prachař, Petra Lustigová, Kateřina Pindejová, Petr Franěk, Juliana Johanidesová, Zuzana Šavrdová, Jana Štěpánová, Kateřina Horníková, Petra Kotmelová, Peter Hosking a další.